# Filinota crassitheranthes
Filinota crassitheranthes är en fjärilsart som beskrevs av Edward Meyrick 1932. Filinota crassitheranthes ingår i släktet Filinota och familjen plattmalar. Inga underarter finns listade i Catalogue of Life.